# أليكسي فاتوتين
أليكسي ديميترييفيتش فاتوتين (الروسية: Алексе́й Дми́триевич Вату́тин ، من مواليد 27 أكتوبر 1992) هو لاعب تنس روسي.